# Camponotus novotnyi
Camponotus novotnyi är en myrart som beskrevs av Samsinak 1967. Camponotus novotnyi ingår i släktet hästmyror, och familjen myror. Inga underarter finns listade.